# Răcarii de Sus, Dolj
Răcarii de Sus este un sat ce aparține orașului Filiași din județul Dolj, Oltenia, România.
 Acest articol despre o localitate din județul Dolj este deocamdată un ciot. Puteți ajuta Wikipedia prin completarea lui.